# Тешан Подруговић
Тешан Подруговић (1783-1815. године) био је један од српских народних пјевача. Од њега је Вук Стефановић Караџић записао велики број народних пјесама.
Тешан Подруговић је био пјевач ког је Вук највише цијенио.
Родом је из села Казанаца, Стара Херцеговина у Црној Гори на граници са Источном Херцеговином. По оцу се презивао Гавриловић.
Надимак Подруг (односно Подруговић) је добио зато „што је био по другога човека“. (високог стаса).
Убијен је од Турака у околини Сребренице, Босна, 1815. године.
Песме (преко 20) је казивао Вуку у Срему почетком 1815. године. Од Тешана Подруговића Вук је записао сљедеће народне пјесме:
- "Женидба Душанова" (о песми),
- "Марко Краљевић и Љутица Богдан" (о песми),
- "Марко Краљевић и Вуча џенерал" (о песми),
- "Женидба Марка Краљевића" (о песми),
- "Марко Краљевић познаје очину сабљу" (о песми),
- "Марко Краљевић и Арапин" (о песми),
- "Марко Краљевић и Муса кесеџија" (о песми),
- "Марко Краљевић и Ђемо Брђанин" (о песми),
- "Цар Лазар и царица Милица" (о песми),
- "Новак и Радивој продају Грујицу" (о песми),
- "Женидба Стојана Јанковића" (о песми),
- "Сењанин Тадија" (о песми)

и друге.
Осим пјесама, Вук је од Тешана, који је био и изврстан приповједач, записао и двије приповијетке: шаљиву причу "Међед, свиња и лисица" и једну од најнеобичнијих и најбољих српских народних бајки: "Међедовић". Тешан није правио нове пјесме, већ је само стварао редакције постојећих. Најчешће је пјевао о Марку Краљевићу.
Главне одлике Тешановог пјевачког стила су јасност и прегледност излагања и хумор. Вук је као његову главну врлину истакао да је „пјесме разумијевао и осјећао“ и да их је знао лијепо „по реду“ казивати. Тешан је за Вука био идеал народног пјевача.
Тешан Подруговић је често пјевао о сјају средњег вијека у српској историји. Његови јунаци су се одликовали не само храброшћу, него и љепотом стаса и сјајем изгледа и одијела. Међутим, велељепност његових историјских казивања често је осјенчена и ублажена хумором. Тешан је несумњиво најизразитији хумориста међу Вуковим народним пјевачима и приповједачима. Вук је о његовом смислу за хумор рекао да је он „радо којешта весело и шаљиво приповиједао“. Тешан је имао једну особину свих истинских хумориста коју је и Вук примијетио, да се он никад није сам смијао својим причама, него је увијек био „све мало као намрштен“.